# Kísamos
Kísamos (griego: Κίσαμος) es un municipio de la República Helénica perteneciente a la unidad periférica de La Canea de la periferia de Creta.
El municipio se formó en 2011 mediante la fusión de los antiguos municipios de Kísamos (la actual capital municipal), Innachori y Mýthimna, que pasaron a ser unidades municipales. El municipio tiene un área de 341 km², de los cuales 149 corresponden a la unidad municipal de Kíssamos.
En 2011 el municipio tiene 10 790 habitantes, de los cuales 7579 viven en la unidad municipal de Kísamos.
Se ubica en el extremo occidental de la isla de Creta. La capital municipal se ubica 30 km al oeste de La Canea, en la costa septentrional del municipio.

## Historia
En la estratégica isla de Gramvousa, los venecianos construyeron un fuerte entre 1579-1584. Resistió, durante la guerra de Candia, hasta su toma por los otomanos en 1691.